# Larry Wallis
Lawrence "Larry" Wallis, född 19 maj 1949 i England, död 19 september 2019, var en brittisk gitarrist, kompositör och producent. Han är mest känd som medlem i Pink Fairies och som medlem i en tidig sättning av Motörhead samt som ersättare för Mick Bolton i UFO innan Michael Schenker blev medlem. 

## Diskografi (urval)
Album med Pink Fairies
- Kings of Oblivion (1973)
- Live at the Roundhouse 1975 (1982)
- Previously Unreleased (1982)
- Kill 'Em and Eat 'Em (1987)

Album med The Deviants / Mick Farren
- Vampires Stole My Lunch Money (1978)
- Human Garbage (1984)
- Fragments of Broken Probes (1998)
- The Deviants Have Left the Planet (1999)

Album med Motörhead
- On Parole (1979)

Soloalbum
- Death in the Guitarfternoon (2001)

Solosinglar
- "Police Car" / "On Parole" (1977)
- "Leather Forever" / "Seeing Double" (1984)